# 1949年安巴托地震
1949年安巴托地震是1949年8月5日发生在厄瓜多尔通古拉瓦省首府安巴托东南部的一场地震，造成5050人死亡。这是五年间西半球最大规模的一场地震，黎克特制地震震級为6.8级，震源位于地表以下40公里。附近的多个村庄和城镇：瓜诺（Guano）、帕塔特（Patate）、佩里列奥（Pelileo）和皮利亚罗（Pillaro）被摧毁，安巴托市也遭受严重损坏。地震将多幢建筑物完全夷为平地，随后发生的山崩在通古拉瓦省、钦博拉索省和科托帕希省各处造成破坏。地震导致供水和通讯线路中断，地面产生的裂缝将名为利伯塔德（Libertad）的小镇吞没。远至基多和瓜亚基尔都出现中等强度的震动。
厄瓜多尔的地震主要源自两大相互关联的构造区：位于南美洲板块以下纳斯卡板块的隐没带和安第斯火山带（Andean Volcanic Belt）。1949年安巴托地震起初由跨安第斯山谷的多个西北至东南走向的断层汇合点引发，这个山谷是由卡内基山脊的俯冲作用形成。地震使断层进一步扩大，岩石地层产生破裂，产生了强大的冲击波。如今整个厄瓜多尔仍然存在板间地震和板内地震的威胁。

## 背景
厄瓜多尔是地震多发国家。对接近纳斯卡隐没带的板间地震（interplate earthquake）历史纪录已经跨越了80年。1949年的安巴托地震是当时该国现代史上第二严重的地震，仅次于1797年里奥班巴地震，也是自1944年圣胡安地震后整个西半球最具灾难性的地震。自这场地震后，该国又发生了多次大地震，包括1987年厄瓜多尔地震和1997年厄瓜多尔地震。2007年秘鲁大地震同样对该国造成了影响。

## 地质

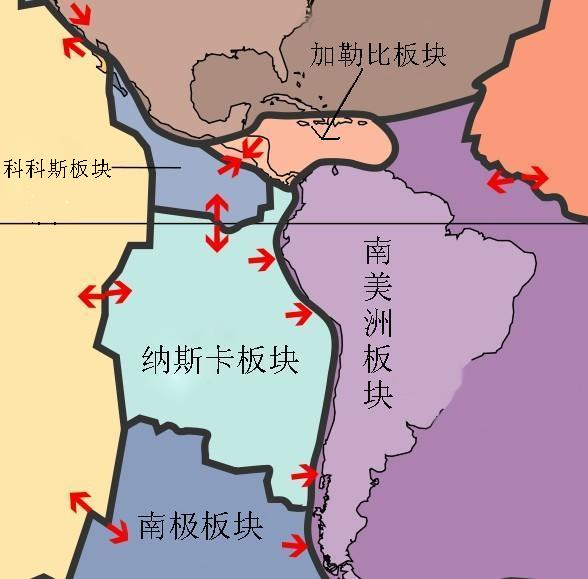
纳斯卡板块俯冲到南美洲板块以下，产生了火山活动和大规模地震

南美洲的许多地震和火山活动都源自南美洲板块大陆下的海洋纳斯卡板块和南美洲大陆下的太平洋岩石圈。这一地震带沿大陆的西部边缘延伸6000公里，而且可能源于厄瓜多尔海沟附近的东北走向断层区域。实际上，这一断层区域可能起到了微型板块的作用。
卡内基山脊逐渐俯冲至厄瓜多尔的地面以下，这导致沿海地区的隆起和火山活动。山脊的活动可能也改变了海岸沿线断层的类型，造成多个断层发生横向移动掠经彼此。亚奎纳断层已经找到了这一俯冲改变断层的证据，与巴拿马盆地的其它断层不同，这一断层不是南北走向，而是东西走向，这意味着卡内基山脊可能正在与厄瓜多尔陆地发生大量的冲撞，冲撞又导致这一地区出现西北至东南走向和东北到西南走向的断层，因此产生了1797年的里奥班巴地震和1961年的另一场地震。多条西北至东南走向断层在跨安第斯山谷汇合，1949年安巴托地震也由此引发。
本次地震的震源位于距安巴托72公里外一座山峰的地表以下40公里。附近的断层线破裂，冲断了岩层并向地表发出了足以将整幢建筑物夷为平地的冲击波。《生活》报道当地地震学家首先将地震震级定为7.5级，但之后官方测量的震级修改为6.8级。

## 破坏和伤亡

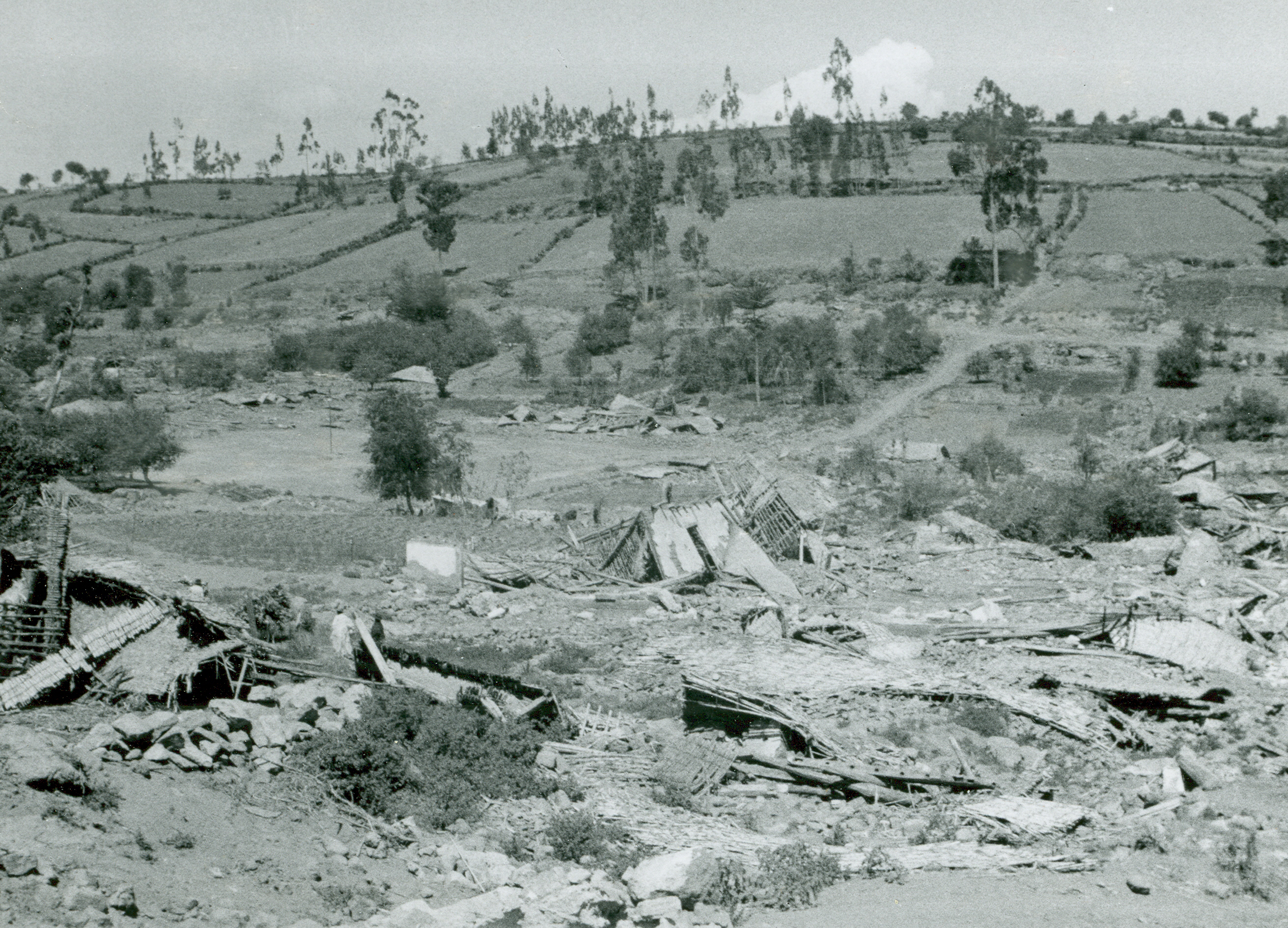
地震后的一个村庄

大地震前发生了一次前震，虽然强度不大，但已经足以造成混乱并迫使人们走出家门到达大街上。主震源于安巴托东南部，其冲击安巴托时，这里的主教堂和城市内的大部分建筑物都坍塌了。多名准备在这座教堂接受她们首次洗礼的年轻女孩因此丧生。震动破坏了供水系统，通讯线路也被中断，地面开裂，桥梁变成一片废墟，还造成了一列火车脱轨。地震将乡下村镇的房子夷平，最接近安第斯山脉附近地区发生的山崩摧毁了道路并阻塞了河流，附近一个名叫利伯塔德的村庄及其100位村民全部被一个直径800米的大洞吞没，下沉了460米。远至基多和瓜亚基尔地区的地震烈度仍然有IV。
8月7日发布的初步报告估计约有2700人丧生。其中最多的是帕塔特和佩里列奥，分别有1000和1300人遇难。安巴托报告的死亡人数从400至500不等。位于华盛顿哥伦比亚特区的厄瓜多尔驻美国大使馆估计有1000到超过2000人受伤。皮利亚罗被地震摧毁，有超过20人死亡；拉塔昆加有11人遇难，30人受伤，50户家园、两所教堂和当地政府大楼也毁于一旦。其他15个城市和城镇也受到严重影响，包括满目疮痍的瓜诺。
之后的统计认为佩里列奥约有3200名人员伤亡，估計死亡总人数也调整到4000左右。官方报告指出，许多人都是呆在家中，由于排水管道的堵塞而产生的洪水致死。另外还有很多人是因附近山脉的滑坡而遇难。佩里列奥没有任何一处建筑在地震后依然屹立不倒，许多建筑夷为平地，地面形成了很大的裂缝。安巴托没有倒塌的房屋中由于严重受损，又有75%必须予以拆除。8月8日，有着“相当强度”的一系列地震再次袭击了安巴托附近地区。
据美国地质调查局的数据，最终死亡的总人数为5050人。地震严重影响了30个社区，导致近10万人无家可归。

## 救援工作
厄瓜多尔总统加洛·普拉萨飞抵安巴托，亲自负责主要救灾工作。他指挥救援工作两天，并安排从基多空运空投物资。一组红十字会志愿者和医疗用品通过美国的飞机前往受灾地区。美国陆军派出两个配有血清和血浆的救援队。迈阿密市长与其他七位政治家一起为医疗需求和衣物开始了募捐活动，并协调分配69公斤的药品。附近多个国家派飞机运送医疗用品和食品。当地在午餐时展开的一场募捐于两小时内筹得了25万厄瓜多苏克雷（合1949年的14815美元）善款。普拉萨说，“我们没有失去勇气。安巴托和厄瓜多尔都应该停止哭泣，开始工作。”
8月7日，一架乘有来自壳牌石油34名救援工人的飞机在距安巴托32公里处坠毁，机上人员全部遇难。地震后几天内疾病开始在佩里列奥蔓延，一组美国军人组成的救援队于是定购了净水设备和DDT空投来这一区域进行净化。

## 善后

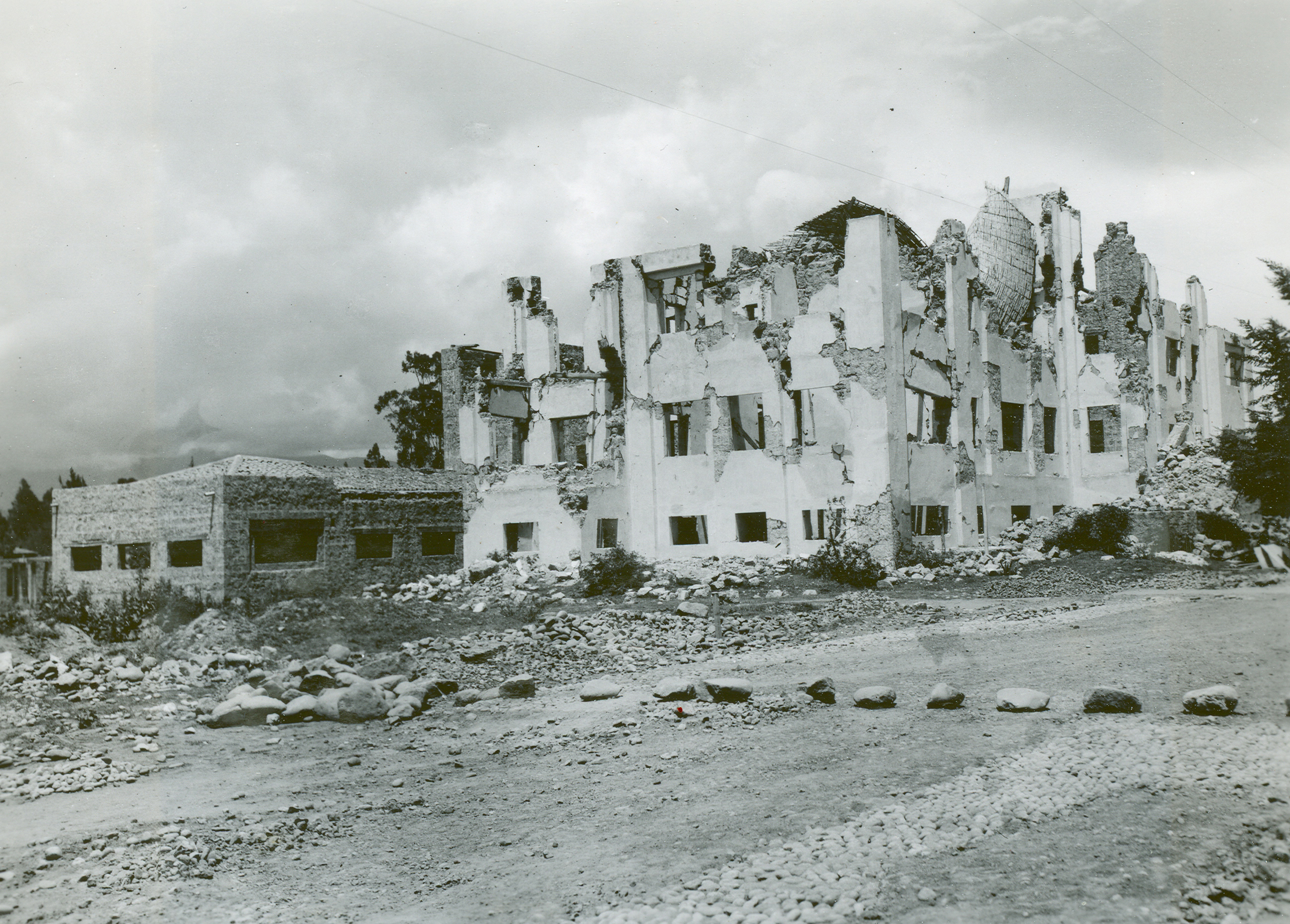
安巴托的一所医院被毁，城内尚存的建筑有约75%需要拆除

地震对一些城市造成了很大影响：摧毁了瓜诺、帕塔特、佩里列奥、皮里亚罗以及安巴托的三分之一。满目疮痍的安巴托多处都在举行葬礼，新建成的医院只剩下四面墙壁，城里大部分建筑物被毁。在佩里列奥，救援工人发现受灾群众通过地面的孔洞给下面被埋的人送去食物。接下来的几天里又发生了多起余震，接下来暴雨也接踵而至。
为了帮助受灾居民，厄瓜多尔于1950年6月29日举行了一场水果和鲜花主题的盛会。这场盛会获得了成功，并从此成为一个吸引游客的年度重要活动狂欢节。地震后安巴托经过了彻底的重建。城市中新的主教堂于1954年落成。佩里列奥在一个距原址2公里的新地点重建。

## 现状
许多游客会通过泛美公路来到安巴托。这座城市以拥有销售广泛类别商品的市场而闻名，其中包括当地的美食和鲜花，一些久远的屋苑成了历史性的公园，其中部分还在地震前就已存在。
厄瓜多尔仍然面对着地震的威胁，这其中既有像1987年3月这样的板内地震，也有板间地震的威胁。板内地震带来的威胁更大，其破坏性更强，通常还会引发山崩、沉降甚至土壤液化。